# Reteté
Denomina-se reteté (também conhecido como reteté de Jeová,  manto ou canela de fogo) o ritual religioso recorrente em certas denominações pentecostais brasileiras, em especial em igrejas situadas nas periferias de grandes cidades da Região Sudeste. Os cultos de reteté caracterizam-se pela música sincopada, de letras simples e repetitivas, ao som das quais é permitido aos fiéis expressar livremente sua alegria, que consideram proveniente do Espírito Santo. Expressões comuns de êxtase incluem a glossolalia, deitar-se no chão, pular, rir e, em especial, girar em torno do próprio corpo em alta velocidade. 
A origens do reteté são incertas, havendo quem defenda que a forma como o transe extático se expressa nesses cultos seria resultado da penetração de práticas afro-brasileiras nos cultos pentecostais. Outros, no entanto, aduzem que a prática seria um aprofundamento espontâneo da tendência pentecostal ao êxtase, condicionado pela expressividade das culturas periféricas das cidades brasileiras. Seja qual for sua origem, a prática do reteté (embora nem sempre conhecido por esse nome) remonta aos primórdios da implantação do pentecostalismo no Brasil, sendo notada sua semelhança a práticas populares de origem africana desde, pelo menos, 1940 . 
O reteté tem, em tempos recentes, despertado considerável interesse acadêmico, por ser um testemunho único da adaptação do culto pentecostal à realidade cultural brasileira . Apesar disso, a prática enfrenta resistência de setores mais ortodoxos do movimento protestante, havendo quem a comparasse à feitiçaria e ao baixo espiritismo.